# Катя Сусанина
Ка́тя Суса́нина (12 марта 1928 — ….?) — белорусская школьница, автор письма, написанного в немецкой неволе и опубликованного в «Комсомольской правде» 27 мая 1944 года. В прощальном трагическом повествовании описаны факты невозможности существования, тяжести жизни и работы в немецкой семье.

## История
Исходя из текста публикации в «Комсомольской правде», после освобождения белорусского города Лиозно там начались восстановительные работы и разбор завалов. В 1944 году, когда разбирали остатки печи в одном из разрушенных домов, будто бы был найден маленький жёлтый конверт, который был зашит нитками. Когда письмо вскрыли, то прочли послание белорусской девочки Кати Сусаниной. Как и многие другие граждане, оставшиеся на оккупированных территориях, она, вероятно, находилась на принудительных работах у немецких оккупационных властей (либо находилась в услужении в семье немецких оккупантов), но так как в письме упоминается о «номере на шее», речь может идти и о концлагере. В письме описываются невыносимые условия существования: голод, побои, нездоровье и другие причины, подталкивающие ребёнка к мыслям о самоубийстве. Доведённая до отчаяния, в день своего 15-летия девочка пишет душераздирающее письмо, которое является прощальным посланием своему отцу.
Дата рождения Кати Сусаниной известна из её письма. Вероятно, она родилась 12 марта 1928 года, поскольку в письме девочка упоминает довоенный день рождения, отмечаемый с семьёй. С началом Великой Отечественной войны отец Кати, скорее всего, был призван в Красную Армию, так как письмо адресовано в воинскую часть. Витебская область была оккупирована немецкими захватчиками. Мать Кати Сусаниной, по её словам, убил немецкий офицер, а сама Катя, как становится известно из письма, находилась в услужении в немецкой семье, главу которой она называет «немецким бароном Шарлэном». Судьба девочки не имеет дальнейших документальных сведений.
На конверте был написан адрес: «Действующая армия. Полевая почта №… Сусанину Петру». На обратной стороне конверта удалось прочесть надпись, сделанную карандашом: «Дорогие дяденька или тётенька, кто найдёт это спрятанное от немцев письмо, умоляю вас, опустите сразу в почтовый ящик. Мой труп будет уже висеть на верёвке». Номер полевой почты на конверте был старым, письмо не смогло попасть к адресату.
Письмо было опубликовано в «Комсомольской правде» 27 мая 1944 года. Оно хранится в фондах Витебского областного музея Героя Советского Союза М. Ф. Шмырёва (номер фонда ВОМШ МФ 9457/10).
В деревне Красный Берег в Гомельской области создан мемориальный комплекс архитектора Леонида Левина. Мемориал посвящён детям, погибшим во время войны, а также умершим в результате аварии на Чернобыльской АЭС. Одним из элементов мемориала является школьная доска, на которой выбито письмо Кати Сусаниной.
Руководитель Самарской региональной организации РСПЛ, поэт, переводчик, писатель, член Союза Писателей России Ольга Борисова посвятила стихи Кате Сусаниной, повествующие о её трагической судьбе.